# Библия Лютера
Библия Лютера (нем. Lutherbibel) — перевод Библии на немецкий язык, сделанный Мартином Лютером и его ближайшими сподвижниками (среди них был, например, немецкий реформатор Филипп Меланхтон).
Перевод Лютера и его сподвижников сыграл ключевую роль в Реформации в Германии. Он также стал основой немецкого литературного языка.

## История
Новый завет Лютер перевёл в период с декабря 1521 по март 1522 года в Вартбургском замке. Использовался греческий текст — Textus Receptus в издании Эразма Роттердамского 1516 года. От использования официально принятого в католической церкви латинского перевода — Вульгаты — Лютер сознательно отказался. В сентябре 1522 года текст переведенного им Нового Завета был напечатан в типографии Мельхиора Лоттата в Виттенберге, получив неофициальное название «Сентябрьской Библии» или «Сентябрьского завета» (Septembertestament). В 1534 году впервые вышел полный текст Библии Лютера (Ветхий и Новый Завет). В 1545 году вышло новое полное издание Библии (последнее — под редакцией Лютера), которое в библеистике известно под названием Biblia Deudsch.
По некоторым сведениям, в Виттенберге Ганс Луфт за 40 лет с 1534 по 1574 годы издал и продал сотню тысяч экземпляров Библии Лютера, а тираж репринтных изданий не поддаётся исчислению. В работе Гизелера «Деятельность и произведения М. Лютера до 1522 года» (лат. De Actis Et Scriptis M. Lutheri Ad Ann 1522) цитируется высказывание немецкого богослова того времени Иоанна Кохлеуса, который сетовал:

Новый Завет Лютера был настолько растиражирован и распространён печатниками, что даже портные и сапожники, вот именно, даже женщины и необразованные люди, воспринявшие это лютеранское Евангелие и хоть немного умевшие читать на немецком, изучали его с великим энтузиазмом как источник истины. Некоторые заучивали его наизусть и носили с собой за пазухой. В считанные месяцы такие люди начинали мнить себя настолько учёными, что без стеснения были готовы вступать в диспуты о вере и Евангелии не только с мирянами-католиками, но даже со священниками и монахами, и докторами богословия. 

## Состав канона
В соответствии с богословскими воззрениями Лютера в переводе представлен новый подход к пониманию библейского канона.
Так, второканонические книги помещены между Ветхим и Новым Заветами под общим заголовком «Апокрифы: Эти книги не считаются равными Писаниям, но полезны и хороши для чтения».
Что касается перевода «Апокрифов», то в основном он был сделан Филиппом Меланхтоном и Юстусом Йонасом.
В переводе Нового завета четыре книги, относительно каноничности и богодухновенности которых Лютер сомневался (Послание к Евреям, Послание Иакова, Послание Иуды и Апокалипсис), помещены в конце.

## Особенности перевода
Бог переведен как Gott, Святой Дух как Heilige Geist, Утешитель как Tröster, Евангелие как Evangelium, Церковь как Gemeinde (община), Царство Божие как Reich Gottes, Пятидесятница как Pfingsten, воскрешение как Auferstehung, исполины как Tyrannen (тираны — Быт. 6:4), вера как Glaube, крещение как Taufe, крест как Kreuz, грех как Sünde, благодать как Gnade, епископ как Bischof, зверь как Tier, сатана как Teufel.
Особое место в переводе занимает «Звезда утренняя» / «Morgenstern» (Отк. 2:28), который выступает одновременно синонимом как дьявола (Ис. 14:12 — в Синодальном переводе: «денница, сын зари»), так и Иисуса Христа (Отк. 22:16).